# Sonja Šiljak-Jakovlev
Sonja Šiljak-Yakovlev  (Vršac, 8. septembar 1946)  priznata je svetska naučnica iz oblasti evolucione sistematike biljaka, profesor i naučni savetnik Nacionalnog centra za naučna istraživanja Francuske (CNRS) Pariz, počasni doktor nauka Univerziteta u Sarajevu.

## Život i karijera
Rođena je 8. septembra 1946. godine u Vršcu, SR Srbija, (SFR Jugoslavija). Ranu mladost i početak naučne karijere, provela je u Sarajevu (Bosna i Hercegovina).
Nakon što je  1970. godine, diplomirala  na Prirodno-matematičkom fakultetu Univerziteta u Sarajevu, svoj naučnoistraživački rad započela je petogodišnjim angažmanom na Biološkom institutu Univerziteta u Sarajevu (u kome je radila od 1971. do 1976.. godine).
Nakon okončanja doktorskih studija 1986.godine, na Univerzitetu u Parizu stekla je diplomu doktora nauka iz oblasti evolucijske sistematike biljaka i odmah nastavla akademsku karijeru u realizaciji naučnih i nastavnih aktivnosti na Univerzitetu u Parizu (Faculté des Sciences d'Orsay), Paris VI (Pierre et Marie Curie) i Paris XIII (Bobigny).
Njen dugogodišnji  istraživački  rad  odvijao se kroz vođenjem istraživačkog tima Evolucija i organizacija genoma u okviru Laboratorije za evoluciju, ekologiju i sistematiku, kao i u okviru Odeljenja za Evoluciju skrivenosemenjača na fakultetu fr. Faculté des Sciences d'Orsay.

## Naučnoistraživački rad
Naučni opus prof. dr Sonje Šiljak-Yakovlev u osnovi je bio fokusiran na sledeće oblasti koje je istraživala:
- evolucija hromozoma,
- organizacija genoma,
- citogenetika i evolucija biljaka,
- biodiverzitet,
- endemizam,
- sistematiku i evoluciju biljaka.

Njena istraživanja su direktno vezan za evoluciju odabranih kompleksa viših biljaka sa citogenetičkim pristupom, kao i istraživanje nekoliko nivoa njihove intregracije: hromozomski, nuklearni, ćelijski, individualni, populacioni i specijski. Ova istraživanja su našla primenu u različitim biološkim disciplinama (evolucijska sistematika, genetika, bioraznolikost), a bazirana su na studijama evolucije veličine genoma, broja hromozoma, molekulske strukture hromozoma, heterohromatina i repetitivnih sekvenci, kao i organizaciji ribozomnih gena.
Sonja Šiljak-Yakovlev održala je i brojna predavanja po pozivu iz oblasti citogenetike, kariosistematike i palinologije na Univerzitetima u: Alžiru (Univ. Constantin i Oran), Belgiji (Univ. Libre de Bruxel), Brazilu (Univ. Federal do Rio Grande do Sul, Porto Alegre), Grčkoj (Univ. Patras), Italiji (Univ. Djenova), Maroku (Univ. Raba), Španiji (Univ. Barcelona, Valencija i Vigo), Švajcarskoj (Univ. Nechatel), Tunisu (Univ. Sfax), Ostrvi  i Tahitiju i dr.
Kao redvni  gostujući predavač držala je  predavanja iz oblasti Organizacije genoma i njegove evolucije  na postdiplomskim studijama   Univerziteta Pierre et Marie Curie Paris VI, postdiplomskom i doktorskom studiju Prirodno-matematičkog fakulteta u Sarajevu i Beogradu, i Univerzitetu St. Joseph u Bejrutu (Liban).
Pod supervizijom Sonje Šiljak-Yakovlev, kao mentora, odbranjene su brojne doktorske i magistarske disertacije (preko 25 doktorskih i 14 magistarskih). Doktorandi kojima  je bila mentor su pored francuskih studenata, uglavnom bili i sa matičnih Univerziteta širom Evrope, Latinske Amerike, frankofonskih zemalja Azije i Afrike, i područja bivše Jugoslavije.
Učesnik je i rukovodilac brojnih međunarodnih projekata (preko 50) koji su za primarni cilj imali edukaciju mladih naučnika i širenje znanja iz njenih primarnih istraživačkih oblasti. Osnovni pravci njenih istraživačkih, projektnih aktivnosti poslednju deceniju vezani su za multidisciplinarni projekat Towards a genome size and chromosome number database of Balkan flora u okviru kojeg je istražen veliki broj rodova viših biljaka. Paralelno, sličan projekat je realizovala sa naučnicima sa Univerziteta St. Joseph u Bejrutu koji je za cilj imao multidisciplinarna istraživanja flore Libanona. Krajnji rezultat dugogodišnjih istraživanja u sklopu ovog projekta pored niza naučnih radova je objavljena u danas izuzetno citiranoj internetskoj bazi podataka (www.lebanon-flora.org).
Navedena dva projekta koja su danas dobila svoju punu afirmaciju kroz međunarodnu saradnju koja obuhvata zemlje Mediterana (Alžir, Bosnu i Hercegovinu, Hrvatsku, Francusku, Grčku, Italiju, Libanon, Maroko, Španiju, Tunis i dr.) i kroz koju se već nekoliko godina realiizovan zajednički program proučavanja veličine genoma koji obuhvata najveći deo Mediterana.
Dr  Šiljak-Yakovlev je dala i važan  doprinos u dugoročnom obrazovanju i napredovanju nastavnog i naučnog kadra Univerziteta u Sarajevu, na Prirodno-matematičkom i  Šumarskom fakulteta i Insitutu za genetičko inženjerstvo i biotehnologiju (INGEB).
Osnivač je Laboratorije za istraživanje i zaštitu endemskih resursa na Prirodno-matematičkom fakultetu u Sarajevu u kome je bila direktno angažovana u opremanju laboratorija Šumarskog fakulteta, kao i laboratorija Instituta za genetičko inženjerstvo i biotehnologiju.
Aktivnu podršku pružala je i u razvoju Prirodnjačkog odjeljenja Zemaljskog muzeja Bosne i Hercegovine.
Rukovodilac je i učesnik brojnih naučnoistraživačkih projekta sa međunarodnim i lokalnim finansiranjem koji su direktno doprinijeli afirmaciji  Univerziteta u Sarajevu. 
Učesnica je i organizator naučnih skupova u Bosni i Hercegovini i učesnik mnogih istraživačkih skupova u Srbiji  u drugim zemljama.
Sa ekipom profesora  proučavala je fitogeografske, biosistematske, populacijske i citogenetske probleme u flori dinarskog područja, čime je obuhvaćena i Crna Gora. Izučavala je hromozomske strukture kod nekoliko vrsta iz flore Crne Gore (uglavnom endema).

### Publikacije
Iz  oblasti kojima se bavila objavila je do sada, preko:
- 200 originalnih naučnih radova,
- 250 učešća na međunarodnim konferencijama.

U velikom broju njenih objavljenih naučnih radova  istraživani su retki i endemični predstavnici rodova: Centaurea, Narcissus, Crepis, Reichardia, Picea, Pinus, Ramonda, Lilium i mnogi drugi.
Pored samostalnog istraživačkog rada, veliki broj njenih radova objavljen je i u koautorstvu sa naučnim radnicima Univerziteta u Sarajevu i to sa Prirodno-matematičkog fakulteta (Odsjek za biologiju i Katedra za organsku hemiju i biohemiju Odsjeka za hemiju), Šumarskog fakulteta, kao i naučnim radnicima Odjeljenja za prirodne nauke Zemaljskog muzeja Bosne i Hercegovineć
Jedan deo njenih koautorskih radova sitematizovan je u:
- šest knjiga (koje je adaptirala i revidirala sa francuskog  na bosanski jezik) i
- dve naučne internet baze podataka.

### Članstvo
Stalni je član uredništva i recenzentskog sastava preko trideset referentnih naučnih časopisa.

### Priznanja
Sonja Šiljak-Yakovlev je za  dugogodišnji doprinos na promociji i razvoju Univerziteta u Sarajevu 15. decembra 2016. godine promovisana u počasnog doktora nauka u znak priznanja za njeno kontinuirano delovanje posljednje četiri decenije, u okviru koga je dala izuzetan doprinos širenju znanja u svetskoj naučnoj javnosti o značaju, posebnosti i bogatstvu biljnog sveta bivše Jugoslavije, Bosne i Hercegovine i Balkana kao značajne komponente evropskog prirodnog nasleđa.

### Bibliografija
- lorenzo Peruzzi, gianniantonio Apodera, fabrizio Bartolucci, gabriele Galasso, simonetta Peccenini, francesco m. Raimondo, antonella Albanu, sonja Siljak-Yakovlev, et al. 2015. Peruzzi, Lorenzo;  . (2015). „An inventory of the names of vascular plants endemic to Italy, their loci classici and types”. Phytoxa. 196 (1): 1—217. Bibcode:2015Phytx.196....1P. doi:10.11646/phytotaxa.196.1.1.
- Tacuatiá, t.t. Souza-Chies, l. Eggers, sonja Siljak-Yakovlev, y.k. Santos. 2012. Tacuatiá, Luana O.; Souza-Chies, Tatiana T.; Flores, Alice M.; Eggers, Lilian; Siljak-Yakovlev, Sonja; Kaltchuk-Santos, Eliane (2012). „Cytogenetic and molecular characterization of morphologically variable Sisyrinchium micranthum (Iridaceae) in southern Brazil”. Bot J Linn Soc. 169 (2): 350—364. doi:10.1111/j.1095-8339.2012.01229.x..
- Faruk Bogunić, sonja Siljak-Yakovlev, edina Muratović, fatima Pustahija, safer Medjedović. 2011. http://link.springer.com/article/10.1007%2Fs13595-011-0019-9#/page-1Bogunić, Faruk; Siljak-Yakovlev, Sonja; Muratović, Edina; Pustahija, Fatima; Medjedović, Safer (2011). „Molecular cytogenetics and flow cytometry reveal conserved genome organization in Pinus mugo and P. uncinata”. Ann. of Forest Science. 68 (1): 179—187. Bibcode:2011AnFSc..68..179B. doi:10.1007/s13595-011-0019-9.
- S. GARCÍA, T. GARNATJE, J. PELLICER, Y.D. DURANT MCARTHUR, SONJA SILJAK–YAKOVLEV, J. VALLES J. 2009. Garcia, S.; Garnatje, T.; Pellicer, J.; McArthur, E. D.; Siljak-Yakovlev, S.; Vallès, J. (2009). „Ribosomal DNA, heterochromatin and correlation with genome size in diploid and polyploid North American endemic sagebrushes (Artemisia, Asteraceae)”. Genome. 52 (12): 1012—1024. PMID 19953129. doi:10.1139/G09-077..
- Simonetta Peccenini, s. Galluino, sonja Siljak–Yakovlev. 2003a. . „Studi citotassonomici sul xenere Erysimum (Cruciferae)”. Inform Bot Ital. 35 (1): 129—131.
- O. robin, Sonja Siljak–Yakovlev. 2003b. Rapport ente -y niveau de ploïde et la quantité d'ADN dans le genre Erysimum (Cruciferae). Bocconea 16 (2): 663 – 667.
- Sonja Siljak-Yakovlev. 2001. „Notes cytotaxinomiques à propos du genre Erysimum (Cruciferae) en Italie nord–occidentale”. Bocconea. 13: 391—395..
- Z. Slavnic, Sonja Siljak-Yakovlev. 1972. „Sur la variabilité morphologique de la première feuille de la plantule de Carpinus betulus L.”. Genetica. 4: 171—181..
- KHALFALLAH N., SARR A., BARGHI N., SILJAK-YAKOVLEV S., 1988 - Evidence of karyotypic particularities in Pearl Millet (Pennisetum typhoides Staff & Hubb) and their incidence on chromosomal behaviour. Genome, 30 (suppl. 1), p. 284.
- SILJAK-YAKOVLEV S., WRABER R., 1988 - Etude caryologique et palynologique du Crepis incarnata Tausch. Acta Botanica Croatica, 47 : 157-166.
- BARGHI N., MUGNIER C., SILJAK-YAKOVLEV S., 1989 - Karyological studies in some Hypochoeris species from Sicily. Plant Systematics and Evolution, 168 : 49-57.
- CROULLEBOIS M.L., SILJAK-YAKOVLEV S., 1989 - Karyological study of a Chinese ("Glutineux rouge") and a French ("Burganjou") varieties of millet /Setaria italica (L.) P.B./. Caryologia, 42 : 217-224.
- SILJAK-YAKOVLEV S., SILIC C., 1989 - Etude chorologique, morphologique, caryologique et palynologique du Centaurea crithmifolia Vis. et Centaurea friderici Vis. Bull. du Museum de Sarajevo, 27 : 278-289.
- SILJAK-YAKOVLEV S., 1990 - Mécanismes d'harmomégathie des différents types de pollen dans deux tribus d'Asteraceae. Bull. Soc. Bot. de France, Actual. Bot. (2), 137 : 151-153.
- BARGHI N., SILJAK-YAKOVLEV S., 1990 - Karyological study in three species of the genus Glycyrrhiza : G. echinata, G. glabra, G. lepidota. Caryologia, 43 : 223-234.
- COULAUD J., SILJAK-YAKOVLEV S., TEOULE E., 1990 - Comportement méiotique chez des plantes de Luzerne (Medicago sativa L.) provenant d'une expérience de fusion somatique. Coulaud, Jolle; Siljak-Yakovlev, Sonja; Toul, Evelyne (1990). „Comportement miotique chez des plantes de Luzerne (Medicago sativa) provenant d'une exprience de fusion somatique”. Canadian Journal of Botany. 68 (1): 73—78. Bibcode:1990CaJB...68...73C. doi:10.1139/b90-011..
- GODELLE B., CARTIER D., MARIE D., BROWN C.S., SILJAK-YAKOVLEV S. 1990 - Relationship between flow cytometric determination of nuclear DNA content and the amount of heterochromatin within the Crepis praemorsa complex. Biology of the Cell, 70 : 28.
- FIASSON J.L., GLUCHOFF-FIASSON K., MUGNIER C., BARGHI N., SILJAK-YAKOVLEV S. 1991 - Flavonoid analysis of european species of the genus Hypochoeris (Asteraceae). Biochemical Systematics and Ecology, 19 : 157-162.
- ABADZIC S., SILJAK-YAKOVLEV S. 1991 - Contribution à la connaissance du caryotype chez quelques espèces du genre Scabiosa L.. Bull. Soc. Ecol. Youg. ser. B, 5 : 53-57.
- CARTIER D., SILJAK-YAKOVLEV S. 1992 - Cytogenetics study of the F1 hybrids between Crepis dinarica and Crepis froelichiana. Plant Syst. Evolut., 182 : 29-34.
- SILJAK-YAKOVLEV S., SLAVNIC N., CARTIER D. 1992 - Cytogenetic studies of Plantago reniformis Beck. Caryologia, 45 : 339-346.
- GODELLE B., CARTIER D., MARIE D., BROWN C.S., SILJAK-YAKOVLEV S., 1993 - Heterochromatin study demonstrating the non-linearity of fluorometry useful for calculating genomic base composition. Cytometry, 14 : 618-626. 43.
- KALFALLAH N., SARR A., SILJAK-YAKOVLEV S., 1993 - Karyological study of some african cultivated and wild strains of pearl millet (Pennisetum typhoides Stapf et Hubb. and P. violaceum Rich.. Khalfallah, N.; Sarr, A.; Siljak-Yakovlev, S. (1993). „Karyological study of some cultivated and wild stocks of pearl millet from Africa ( Pennisetum typhoides Stapf et Hubb. And P. Violaceum (Lam.) L. Rich.)”. Caryologia. 46 (2–3): 127—138. doi:10.1080/00087114.1993.10797254..
- RICROCH A., PEFFLEY E.B., BAKER R.B., ROUAMBA A., SILJAK-YAKOVLEV S., SARR A. 1993 - Physical organisation of DNA sequences in Allium cepa L. chromosomes. Acta horticulturae, 358 : 165-169.
- LE THI K., LESPINASSE R., SILJAK-YAKOVLEV S., ROBERT T., KHALFALLAH N., SARR A., 1994 - Karyotypic modification in androgenetic plantlets of pearl millet (Pennisetum glaucum) : occurence of B chromosomes. Caryologia, 47 : 1-10.
- SILJAK-YAKOVLEV S., BARTOLI A., ROITMAN G., BARGHI N., MUGNIER C., 1994 - Etude cytogénétique comparative de trois espèces d'Hypochoeris originaires d'Argentine: H. chiliensis (H.B.K.) Hieron, H. megapotamica Cabr. et H. microcephala (Sch. Bip.) Cabr. var. albiflora (O. K.). Cabr Canadian Journal of Botany. 72: 1496—1502. Недостаје или је празан параметар |title= (помоћ).
- Coulaud, J.; Brown, S. C.; Siljak-Yakovlev, S. (1995). „First Cytogenetic Investigation in Populations of Acacia heterophylla, Endemic from la Reunion Island, with Reference to A. Melanoxylon.”. Annals of Botany. 75 (1): 95—100. PMC 3023669 . PMID 21247917. doi:10.1016/S0305-7364(05)80013-7..

## Spoljašnje veze
- Šiljak-Yakovlev, Sonja